# امین‌آباد (بابل)
ایمن آباد، روستایی است از توابع بخش لاله آباد شهرستان بابل در استان مازندران ایران.

## جمعیت
این روستا در دهستان کاری‌پی قرار دارد و براساس سرشماری مرکز آمار ایران در سال ۱۳۹۰، جمعیت آن ۲۰۱۹ نفر (۵۶۳خانوار) بوده‌است. نام دیگر این روستا ایمن آباد و نام قدیمی آن (ابنوا) می‌باشد. به دلیل عبور جاده بین‌المللی شمال کشور از وسط این روستا؛ به دوبخش شمالی و جنوبی تقسیم گردیده‌است اکثر مردم این روستا از سادات علوی و با نام فامیل حسینی شناخته می‌شوند و پسوند ۹۵ درصد از اهالی روستا (ایمنی) است. شغل مردم روستا کشاورزی (برنج کاری) می‌باشد و از نظر زیر ساخت نیز از روستاهای پیشرفته شهرستان بابل می‌باشد و با داشتن بهداری و مرکز مخابرات و اداره پست و جایگاه بنزین و سی ان جی و کارگاه‌های متعدد شالیکوبی و کارگاه‌های صنعتی دیگر؛ دارای مرکزیت بین روستاهای مجاور می‌باشد.